# Dile que la quiero
Dile que la quiero (pol. Powiedz jej, że ją kocham) – singiel hiszpańskiego piosenkarza Davida Civery napisany przez producenta Alejandro Abada oraz wydany na drugiej płycie studyjnej artysty o tym samym tytule z 2001 roku.
W 2001 roku utwór reprezentował Hiszpanię w 46. Konkursie Piosenki Eurowizji dzięki wygraniu pod koniec lutego finału krajowych eliminacji eurowizyjnych Eurocanción 2001 po zdobyciu największego poparcia jurorów, telewidzów oraz publiczności. 12 maja Civera zaprezentował numer jako trzynasty w kolejności w finale widowiska organizowanego w Kopenhadze i zajął z nim ostatecznie szóste miejsce z 76 punktami na koncie, w tym m.in. z maksymalną notą 12 punktów od Izraela.

## Lista utworów
CD single
1. „Dile que la quiero” – 3:06

## Notowania na listach przebojów
| Kraj      | Lista (2001)  | Najwyższe miejsce |
| --------- | ------------- | ----------------- |
| Hiszpania | Single Top 50 | 2                 |